# Regina Medal
Die Regina Medal ist ein US-amerikanischer Literaturpreis, der seit 1959 von der Catholic Library Association vergeben wird. Die Medaille wird jährlich an den Autor / die Autorin der besten Kinderbücher verliehen. 

## Preisträger
- 1959 Eleanor Farjeon
- 1960 Anne Carroll Moore
- 1961 Padraic Colum
- 1962 Frederic G. Melcher
- 1963 Ann Nolan Clark
- 1964 May Hill Arbuthnot
- 1965 Ruth Sawyer Durand
- 1966 Leo Politi
- 1967 Bertha Mahony Miller
- 1968 Marguerite deAngeli
- 1969 Lois Lenski
- 1970 Ingri und Edgar Parin D’Aulaire
- 1971 Tasha Tudor
- 1972 Meindert De Jong
- 1973 Frances Clarke Sayers
- 1974 Robert McCloskey
- 1975 May McNeer und Lynd Ward
- 1976 Virginia Haviland
- 1977 Marcia Brown
- 1978 Scott O’Dell
- 1979 Morton Schindel
- 1980 Beverly Cleary
- 1981 Augusta Baker
- 1982 Theodor Seuss Geisel
- 1983 Tomie dePaola
- 1984 Madeleine L’Engle
- 1985 Jean Fritz
- 1986 Lloyd Alexander
- 1987 Betsy Byars
- 1988 Katherine Paterson
- 1989 Steven Kellogg
- 1990 Virginia Hamilton
- 1991 Leonard Everett Fisher
- 1992 Jane Yolen
- 1993 Chris Van Allsburg
- 1994 Lois Lowry
- 1995 Gary Paulsen
- 1996 Russell Freedman
- 1997 Eve Bunting
- 1998 Patricia und Frederick L. McKissack
- 1999 Eric Carle
- 2000 Milton Meltzer
- 2001 E. L. Konigsburg
- 2002 Charlotte Zolotow
- 2003 Jean Craighead George
- 2004 Susan Hirschman
- 2005 Jerry Pinkney
- 2006 Paul Goble
- 2007 Margaret K. McElderry
- 2008 Vera B. Williams
- 2009 Lois Ehlert
- 2010 Gail Gibbons
- 2011 Ashley Bryan
- 2012 Patricia Polacco
- 2013 Kevin Henkes
- 2014 Patricia Reilly Giff
- 2015 Judy Blume
- 2016 Lee Bennett Hopkins
- 2017 David A. Adler
- 2018 Andrea Davis Pinkney und Brian Pinkney
- 2019 Kate DiCamillo
- 2020 Christopher Paul Curtis
- 2021 Jan Brett
- 2022 Sophie de Mullenheim